# Fiat G.91
Pour les articles homonymes, voir G91.
Le Fiat G.91, surnommé Gina en Allemagne, est un avion de chasse, d'appui tactique et de reconnaissance. Mis en service en août 1958, il a été construit à 756 exemplaires, utilisés principalement par l'Italie, l'Allemagne de l’Ouest et le Portugal.

## Conception
À la suite de la guerre de Corée, la direction de l'OTAN fut convaincue qu'il fallait disposer d'un chasseur tactique léger à fournir à ses alliés européens dans un but d'harmonisation des matériels. Pour cela, l'OTAN organisa le concours Light Weight Tactical Strike Fighter (LWTSF), chasseur léger d'appui tactique, dans le cadre du NBMR-1 (NATO Basic Military Requirement 1, en français : Nécessité militaire basique no 1 de l'OTAN).
Le cahier des charges du NBMR-1 établi en décembre 1953 imposait un appareil monoplace de construction simple et d'entretien facile, dont la masse à vide ne devait pas excéder 5 000 livres (2 267 kg), être destiné prioritairement à l'attaque au sol de jour et à moins de 1 500 m d'altitude, avoir une vitesse maximale de Mach 0,95 et pouvoir décoller d'une piste en herbe en moins de 900 mètres. Le réacteur devait être un Bristol-Siddeley Orpheus 3 de 2 200 kgp. 
À l'issue d'une première sélection, trois projets sont retenus : le Breguet Taon, le Dassault Étendard VI et le Fiat G.91.
Un prototype de chaque avion est commandé pour évaluation. Celui du G.91, conçu sous la direction de l'ingénieur Giuseppe Gabrielli, fait son premier vol le 9 août 1956 avec le pilote d'essai Riccardo Bergamini aux commandes. Cet appareil sera malheureusement détruit dans un accident le 26 juillet 1957.
Le Fiat G.91 est finalement déclaré vainqueur de la compétition en janvier 1958. Le gouvernement italien avait devancé le choix de l'OTAN en passant une commande de 3 prototypes et de 27 appareils de présérie. Par la suite, l'Allemagne de l'Ouest et le Portugal utilisèrent également cet avion. 
Le G-91 avait pour lui l'avantage de la simplicité, et d'une mise au point plus aboutie car reprenant pour une part non négligeable l'architecture du F-86 Sabre de chez North American, alors que le Dassault Étendard VI n'était encore qu'un prototype aux performances correctes, mais insuffisantes pour concurrencer le Fiat G-91. 
Cette décision fut controversée par la France qui estimait que les conditions du concours étaient largement biaisées en faveur de l'appareil italien. En rétorsion, la France se retira du programme, tandis que les commandes de la Grèce et de la Turquie durent être annulées pour des problèmes budgétaires.
Le Fiat G.91 est mis en service en août 1958 et sera utilisé pendant une quarantaine d'années. La version initiale fut déclinée en biplace d'entraînement et en une version de reconnaissance. Le 27 décembre 1966 eut lieu le premier vol de la version G.91Y, avec des performances nettement supérieures grâce à l'augmentation de puissance offerte par ses 2 réacteurs General Electric J85 qui sera construite à 67 exemplaires.
L'appareil a été construit en Italie mais aussi sous licence en Allemagne de l'Ouest, où le groupement des firmes Messerschmitt, Heinkel et Dornier sous le nom de Flugzeug-Union Süd, fabriqua 308 exemplaires au total dans l'usine Dornier de Oberpfaffenhofen. Les derniers appareils sortirent en 1966. 

## Engagements
Les seuls Fiat G.91 engagés au combat furent ceux de la force aérienne portugaise, lors des guerres d'indépendance de l'Angola, de la Guinée-Bissau et du Mozambique. Huit appareils ont été perdus lors de ce conflit.
Le Fiat G.91 fut sélectionné pour équiper la patrouille de voltige italienne des Frecce Tricolori entre 1963 et 1982.

## Variantes
- Fiat G.91 : Monoplace d'attaque au sol ;

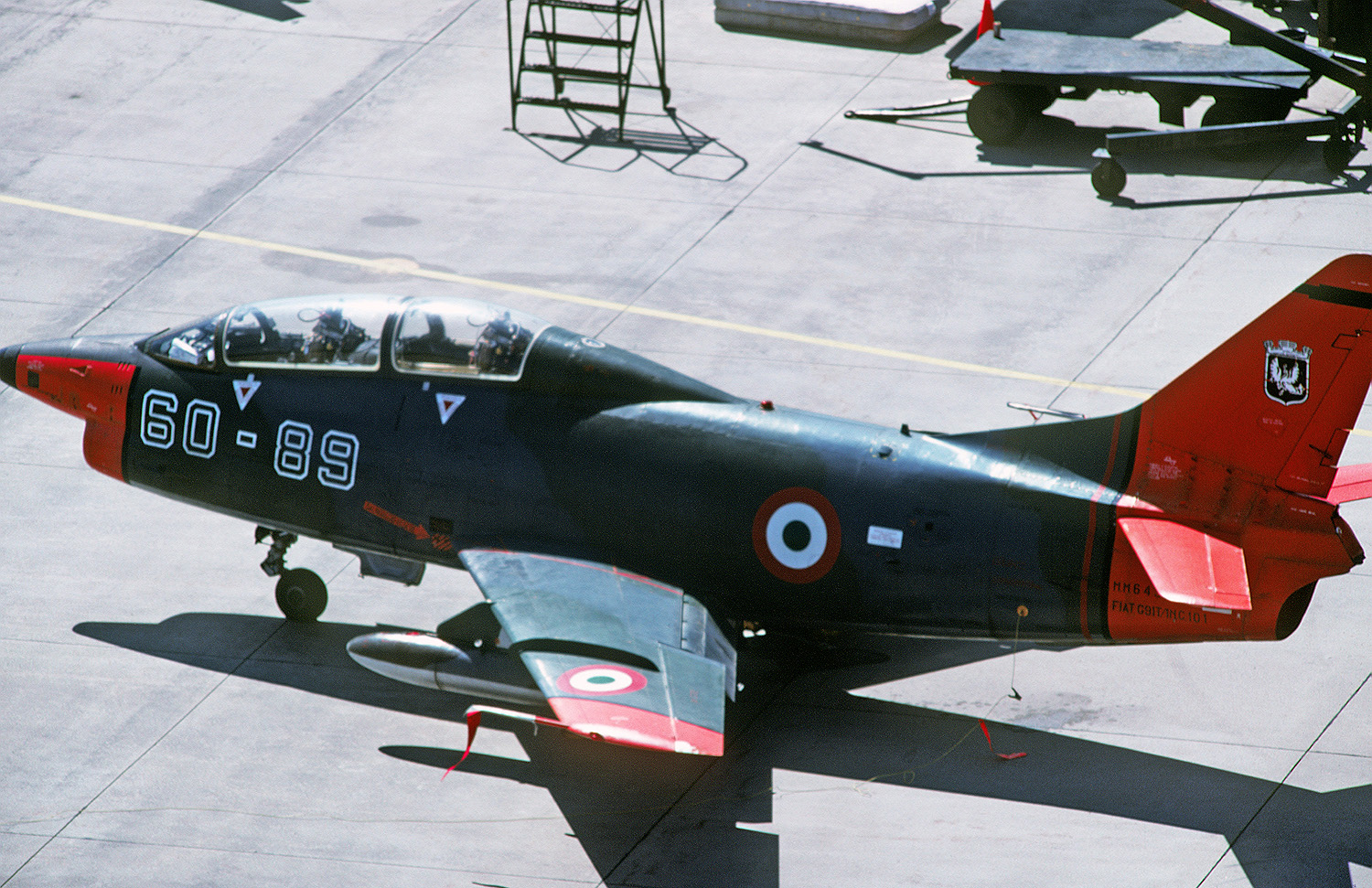
G.91T biplace italien.

- G.91 PAN : Version destinée à la patrouille acrobatique italienne Frecce Tricolori ;
- G.91R : Reconnaissance photographique ;
  - G.91R/1 : Version destinée à l'Italie ;
    - G.91R/1A : Avec instruments de navigation améliorés ;
    - G.91R/1B : Avec train d'atterrissage renforcé ;

  - G.91R/2 : Proposé à l'armée de l'air française, mais aucune commande effectuée ;
  - G.91R/3 : Pour la Luftwaffe (Allemagne) avec canons DEFA de 30 mm ;
    - G.91R/3 (FZD) : Version civile G91R/3, utilisée par une société privée pour remorquer des cibles au service de la Luftwaffe ;

  - G.91R/4 : 4 mitrailleuses Browning de 12,7 mm et autres modifications mineures ;
- G.91T : Biplace d'entraînement ;
  - G.91T/1
  - G.91T/3 : Pour la Luftwaffe ;
  - G.91T/4 : Doté de l'avionique du Lockheed F-104 Starfighter ;
- G.91Y : Doté de 2 réacteurs General Electric J85-GE-13A ;
  - G.91Y-T : Biplace d'entraînement avancé ;
  - G.91Y-S : Adapté aux besoins de la Suisse (1 prototype produit).

## Utilisateurs
- Italie : l'Aeronautica Militare a reçu 174 avions. Ils ont été retirés du service en 1995.
- Allemagne de l'Ouest : la Luftwaffe a utilisé 438 appareils, dont 294 construits sous licence par Flugzeug-Union Süd (un consortium formé par Messerschmitt, Heinkel, et Dornier), tous retirés du service en 1982.
- Portugal : la Força Aérea Portuguesa a reçu 60 appareils cédés par l'Allemagne de l'Ouest dans le cadre du programme d'aide mutuelle des américains. Ils ont été retirés du service en 1993.

## Culture populaire
- Le Fiat G91 apparait largement sous des marquages fictifs dans le triptyque des Aventures de Buck Danny, Le Retour des Tigres Volants (n°26 - 1962), Les Tigres Volants à la rescousse ! (n°27 - 1962) et Tigres volants contre pirates (n°28 - 1962).
- Il apparaît aussi sous plusieurs de ses versions dans le jeu War Thunder.